# Чутливі місця
«Чутливі місця» (пол. Czułe miejsca) — польський художній фільм, що вийшов 1980 року. Місця знімання: Лодзь, Варшава, Катовиці, Прага.

## Сюжет
1998 рік. Світ зіткнувся з екологічною катастрофою. Телемеханік, Ян Залеський, зацікавився навколишнім світом. Йому ще не виповнилося 18 років. Він зустрічається з танцівницею Евою. Декілька років тому Ян повідомив владу, що бачив НЛО. Залеський мріє про випадок, який дозволить йому поліпшити власне матеріальне становище. Для цього він створює електронні іграшки та займається пошуком виробника для них. Тим часом коли Ян чекав Єви під ексклюзивним готелем, його зупиняє поліція, яка безпідставно звинувачує його в незаконному обігу наркотиків. Коли юнак повертається до Еви, вона повідомляє йому, що мріє про кар'єру телевізійної зірки, й Аллан Ковальський, відомий організатор шоу бажає їй допомогти. Ян змушує керівництво зі своєї роботи прискорити просування по службі і переходить до кращої студії. Він вирішує довести, що може працювати без проблем. Задоволена від цього Аська, яка протягом певного періоду часу спокушає Залеського. Тим часом Ева розриває стосунки з Яном заради Аллана. Він вирішує найняти Яна для постановки шоу. Ян дізнається, що між Евою та Алланом буде статевий акт. Залеський бурхливо реагує: він знищує обладнання та робить спробу покінчити з життям шляхом самогубства. Ева навідує його в лікарні й повідомляє про свій шлюб з Алланом. Згодом Ян залишає лікарню та стає іншою людиною. Він знову береться за роботу і приймає навіть найскладніші роботи, не приховуючи своєї нудьги від автоматизму виконаних дій. 31 грудня 1998 Ян контролює телевізійну картинку на центральному балі. Люди, які веселяться, не розуміють, що станеться, якщо головна енергосистема вийде з ладу.

## У ролях
- Міхал Ющакевич у ролі Яна Залеського, монтер № 13-13
- Ганна Дуновська у ролі Еви
- Анна Негребецька у ролі самотньої жінки
- Катажина Овчарек — Ася
- Маріуш Дмоховський у ролі полковника Кшиштофа Халатека
- Марек Барбасєвич У ролі Аллана Ковальського
- Ліліана Габчинська у ролі дівчини з вікна
- Ернестина Вінницька у ролі дівчини з вікна
- Влодзімєж Борунський у ролі вишуканого чоловіка
- Єжи Моес у ролі актора
- Віргіліуш Гринь у ролі міністра
- Леон Нємчик у ролі міністра
- Богумил Антчак у ролі міністра
- Татьяна Сосна-Сарно у ролі медсестри
- Жоана Пацула у ролі медсестри
- Юзеф Гжежчак у ролі жертви
- Богуслав собчук у ролі доктора Штейна
- Бруно О'Я у ролі офіцера
- Марек Войцеховський у ролі ведучого балу
- Емілія Краковська у ролі офіціантки
- Станіслав Брейдигант у ролі чоловіка в кав'ярні
- Яцек Рекніц у ролі чоловіка в кав'ярні
- Анна Сенюк у ролі офіціантки
- Ева Зетек у ролі дівчини перед готелем